# Lubuk Sepang (Pendopo)
Lubuk Sepang is een bestuurslaag in het regentschap Empat Lawang van de provincie Zuid-Sumatra, Indonesië. Lubuk Sepang telt 1093 inwoners (volkstelling 2010).